# توم مارتينو
توم مارتينو (بالإنجليزية: Tom Martino)‏ هو مقدم برامج إذاعية أمريكي، ولد في 1953.